# Luke Worrall
Luke Worrall (Londra, 26 dicembre 1989) è un modello inglese.

## Carriera
Luke Worrall viene scoperto nel 2007 mentre era impegnato a fare skateboard ed ottiene un contratto con l'agenzia di moda Public Image Worldwide, grazie alla quale già ad agosto dello stesso anno gli fa ottenere la copertina della rivista Dazed, che avrà nuovamente a novembre dello stesso anno. Nello stesso periodo sfila per Marc Jacobs, di cui diventa anche il testimonial della linea Marc by Marc Jacobs.
La popolarità del modello cresce notevolmente, quando nel 2008 inizia una relazione sentimentale con la cantante Kelly Osbourne, figlia del celebre Ozzy Osbourne, che lo porta ad essere segnalato anche dal sito "models.com". Viene fotografato da Steven Klein, per W insieme a Hilary Swank e per V insieme a Jessica Stam, e da Juergen Teller per Arena Homme +. Ad agosto compare su Vogue e a settembre lascia la Public Image Worldwide, per un contratto con la VNY Management.
Nel 2008 la rivista Forbes ha classificato Luke Worrall al decimo posto nella classifica dei modelli più pagati al mondo.

## Agenzie
- d1 Model Management - Londra
- VNY Model Management - New York
- VIVA Berlin - Berlino
- BANANAS - Parigi
- UNIQUE DENMARK - Copenaghen
- I LOVE Model Management - Milano